# أقمار زحل

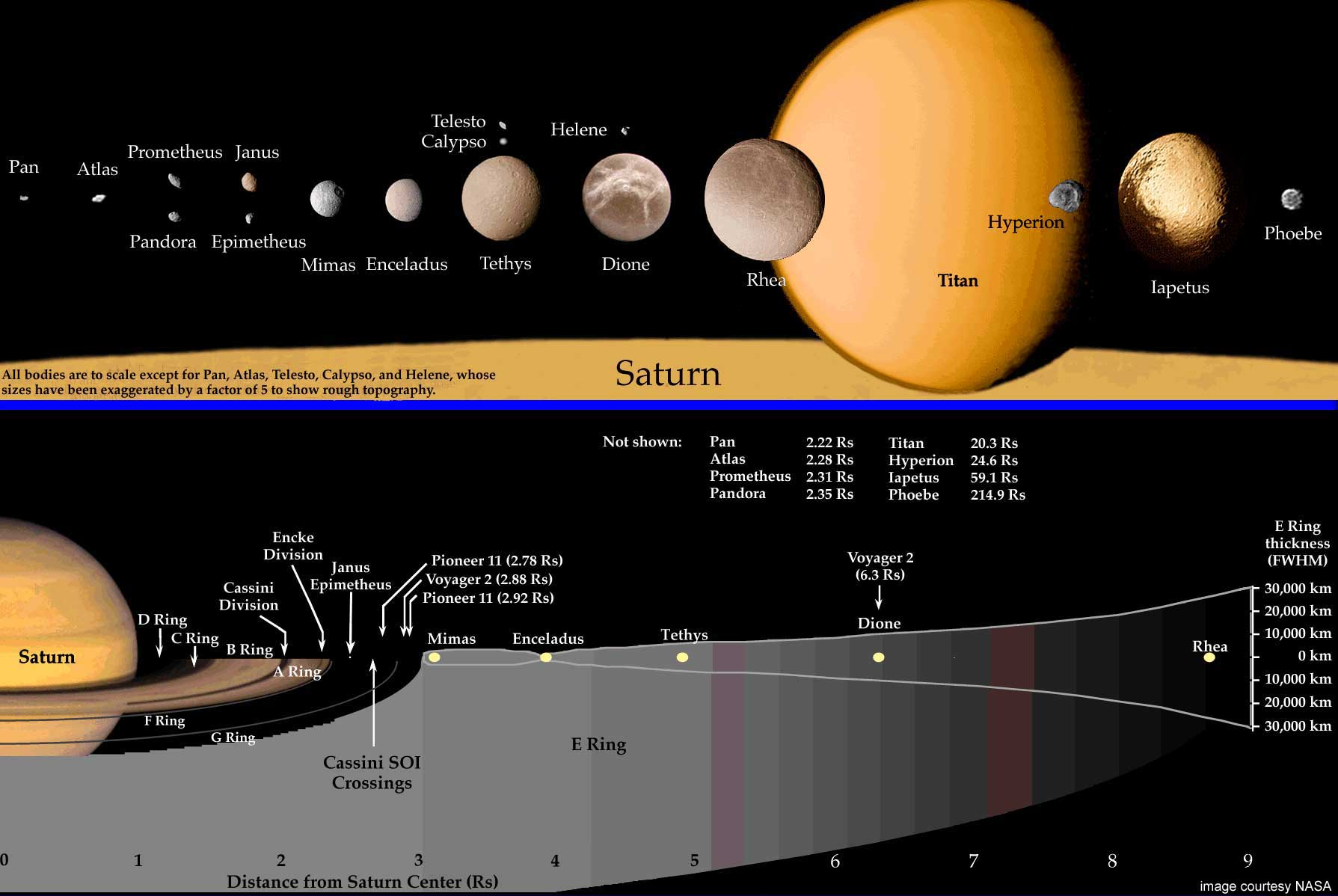
زحل وأقماره والحلقات

أقمار زحل هي متعددة ومتنوعة. مُرتّبة من قميرات صغيرة حجمها أقل من 1 كيلومتر إلى تيتان العملاق الأكبر من الكوكب عطارد. زحل لديه 146 قمرًا في مدارات مؤكدة، 53 منهم لديهم أسماء و13 فقط أقطارهم أكبر من 50 كيلومتر، وكذلك حلقات كثيفة في حركات مدارية معقدة خاصة بها. سبعة من أقمار زحل هي كبيرة بما فيه الكفاية لتكون إهليلجية الشكل، على الرغم من أن اثنان فقط منها (تيتان وريا) هما حاليًا في التوازن الهيدروستاتيكي. ومن أبرز الأقمار من بين أقمار زحل تيتان ثاني أكبر قمر في النظام الشمسي (بعد قمر المشتري جانيميد)، ذو الغلاف الجوي الغني بالنيتروجين مثل الأرض وتكوين طبيعي يضم بحيرات هيدروكربونية وشبكات أنهار جافة لا يوجد لها مثيل في النظام الشمسي. وإنسيلادوس لتركيبه الكيميائي الذي يماثل تركيب المذنبات. وبشكل خاص فإن إنسيلادوس يقذف تدفقات من الغاز والغبار التي يمكن أن تشير إلى وجود مياه سائلة تحت منطقة القطب الجنوبي ومن الممكن أن يكون هناك محيط عالمي تحت سطحه.
يُعد أربعة وعشرون من أقمار زحل أقمارًا نظامية، تتمتع بمدارات ذات حركة مباشرة (بنفس جهة دوران زحل)، وهي لا تميل ميلًا كبيرًا بالنسبة للمستوي الاستوائي لزحل. تتضمن سبعة أقمار أساسية، وأربعة أقمار صغيرة موجودة في مدار طروادة مع أقمار أكبر، اثنان منها يشتركان في المدار تبادليًا، واثنان يتحركان كالأقمار الرعاة الخاصة بحلقة زحل إف. يدور قمران نظاميان آخران معروفان ضمن فجوات في حلقات زحل. إنّ القمر الكبير نسبيًا هايبريون مقيد ضمن رنين مداري مع القمر تيتان. تدور الأقمار النظامية المتبقية قرب الحافة الخارجية للحلقة إيه. وضمن الحلقة جي، وبين القمرين الرئيسيين ميماس وإنسيلادوس. سُمّيت الأقمار النظامية بشكل تقليدي على اسم التيتانيين أو التيتانيات (عرق من الآلهة الأقوياء، وهم أولاد أورانوس وغايا)، أو على اسم شخصيات أخرى ارتبطت بالإله ساتورن (زحل) الأسطوري.
تتراوح متوسطات أقطار الأقمار الثمانية والخمسين الباقية بين 4 و213 كيلومترًا، وهي تشكِّل الأقمار غير النظامية، والتي تدور على مسافات أكبر من زحل، تتميز بميلانها الكبير، وتشكل مزيجًا بين الحركة التراجعية والحركة المباشرة. من المحتمل أنّ هذه الأقمار كواكب صغيرة استولى عليها زحل أو حطام ناتج عن تفكك أجسام نتيجة الاستيلاء عليها، ما أدى إلى نشوء عائلة تصادمية (مجموعة من الأجسام تمتلك المنشأ ذاته، تتشابه في المكونات والعناصر المدارية). تُصنف الأقمار غير النظامية من خلال خصائصها المدارية إلى ثلاث مجموعات، وهي مجموعة الإنويت، والمجموعة الاسكندنافية، والمجموعة الغاليّة. واختيرت أسماؤها تبعًا للأساطير المقابلة لها. إنّ أكبر الأقمار غير النظامية هو فوبي قمر زحل التاسع، الذي اكتُشف في نهاية القرن التاسع عشر.
تتألف حلقات زحل من أجسام تتراوح أحجامها من أجسام ميكروسكوبية إلى أقمار صغيرة بعرض مئات الأمتار، يوجد كل منها في مداره الخاص حول زحل. لذلك لا يُمكن معرفة العدد الدقيق لأقمار زحل، بسبب عدم وجود حدود موضوعية بين الأجسام المجهولة الصغيرة ذات العدد الهائل التي تشكل نظام حلقات زحل والأجسام الأكبر التي تُعتبر أقمارًا. يوجد أكثر من 150 قمرًا صغيرًا مترسخًا في الحلقات جرى اكتشافها بواسطة الاضطراب الذي تخلقه في مادة الحلقة المحيطة بها. على الرغم من الاعتقاد أن هذه الأقمار الصغيرة عينة ضئيلة من إجمالي هذه الأجسام.
يوجد تسعة وعشرون قمرًا يجب تسميتها (اعتبارًا من أكتوبر 2019) باستخدام أسماء من ميثولوجيا الإنويت، والميثولوجيا الاسكندنافية، والميثولوجيا الغالية بالاعتماد على المجموعات المدارية للأقمار. عشرون من هذه الأقمار في طريقها لامتلاك أسماء دائمة، ومن المتوقع كون أسماء سبعة عشر ضمن المجموعة الاسكندنافية، واثنان ضمن مجموعة الإنويت، وواحد ضمن المجموعة الغالية.

## الاكتشاف

### الأرصاد الأولى
اكتُشفت ثمانية من أقمار زحل من خلال الرصد المباشر باستخدام التلسكوبات البصرية وذلك قبل ظهور التصوير التلسكوبي. اكتُشف تيتان أكبر أقمار زحل في عام 1655 من قِبل كريستيان هوغنس  باستخدام تلسكوب كاسر ذي عدسات شيئية بقطر 57 ميليمتر (2.2 إنش). اكتشف جيوفاني دومينيكو كاسيني الأقمار تثيس، وديون، وريا، وإيابيتوس (سيديرا لودوسيا أو النجوم اللويسيانية) بين عامي 1671 و 1684. اكتشف ويليام هيرشل ميماس وإنسيلادوس في عام 1789. أمّا القمر هايبريون فقد اكتشفه كل من دبليو.سي بوند، وجورج فيليبس بوند، وويليام لاسيل.
جعل استخدام ألواح التصوير الفوتوغرافي ذات التعريض الطويل اكتشاف الأقمار الإضافية أمرًا ممكنًا. وكان القمر فوبي أوّل قمر اكتُشف بهذه الطريقة، والذي وجده ويليام هنري بيكرينغ في عام 1899. اكتشف أودوين دولفس قمر زحل العاشر عام 1966 عندما رُصدت الحلقات من جهة الحافة في وقت قريب من الاعتدال الشمسي، وقد سُمي هذا القمر لاحقًا جانوس. أُدرك بعد عدة سنوات أنّ كل الأرصاد في عام 1966 لا يمكن تفسيرها إلّا أن كان هنالك قمر موجود يتمتع بمدار مشابه لمدار جانوس. يُعرف هذا القمر الآن باسم إبيميثيوس، وهو قمر زحل الحادي عشر. إنّ جانوس وإبيميثيوس هما المثال الوحيد عن جسمين يتشاركان في المدار في المجموعة الشمسية.  اكتُشفت ثلاثة أقمار إضافية لزحل من الأرض في عام 1980، وأكدها لاحقًا مسباري فوياجر. وتعد هذه الأقمار ضمن أقمار طروادة، وهي هيلين التابع لديون، وتيليستو وكاليبسو التابعين لتثيس.

### أرصاد المركبات الفضائية
أحدثت دراسة الكواكب الخارجية عن طريق استخدام المسابر الفضائية غير المأهولة ثورة. نتج عن وصول مركبة فوياجر إلى زحل في عام 1980-1981 اكتشاف ثلاثة أقمار إضافية، وهي أطلس، وبرومثيوس، وباندورا، ليصل مجموع الأقمار إلى سبعة عشر. بالإضافة إلى ذلك، جرى التأكد من أنّ إبيميثيوس قمر مختلف عن جانوس. اكتُشف القمر بان في صور أرشيفية لفوياجر عام 1990.
وصلت مهمة كاسيني إلى زحل في صيف عام 2004، اكتشفت في البداية ثلاثة أقمار داخلية صغيرة من بينها ميثوني وبالليني الموجودَين بين ميماس وإنسيلادوس، بالإضافة إلى اكتشاف قمر طروادة الثاني التابع لديون، وهو بوليديوكيس. رصدت أيضًا ثلاثة أجسام مُشتبه بها، لكنها أقمار غير مُثبتة ضمن الحلقة إف. أعلن علماء المهمة كاسيني في نوفمبر عام 2004 أنّ هيكلية حلقات زحل تشير إلى وجود عدة أقمار أخرى تدور ضمن الحلقات، على الرغم من إثبات وجود قمر واحد فقط بشكل بصري في ذلك الوقت، وهو دافنيس. أُعلن عن اكتشاف آنثي في عام 2007. أُعلن في عام 2008 أنّ أرصاد كاسيني لاستنفاذ الإلكترونات الطاقية في الغلاف المغناطيسي لزحل بالقرب من القمر ريا ربما تكون إشارة تدل على نظام حلقي هش حول ثاني أكبر أقمار زحل. اُعلن عن اكتشاف إجايون الذي يُعتبر قمرًا صغيرًا ضمن الحلقة جي في مارس عام 2009. رُصد القمر الصغير الأول ضمن الحلقة بي في يوليو من نفس العام، وهو إس/2009 إس1. جرى الإبلاغ عن بداية محتملة لقمر جديد ضمن الحلقة إيه في أبريل عام 2014.

## الأقمار الخارجية
وقد ساعد في دراسة أقمار زحل أيضًا التقدم في أجهزة التلسكوبات، وبشكل أساسي إدخال أجهزة اقتران الشحنة الرقمية التي حلت مكان ألواح التصوير. كان القمر فوبي طوال القرن العشرين الوحيد من بين أقمار زحل المعروف بمداره غير المنتظم بشكل كبير. اكتُشف ستة وعشرين قمرًا غير منتظم إضافي ابتداءً من عام 2000، وذلك باستخدام تلسكوبات أرضية. وجد مسح بدأ في نهاية عام 2000 باستخدام ثلاثة تلسكوبات ذات حجم متوسط ثلاثة عشر من الأقمار الجديدة تدور حول زحل على مسافات كبيرة منه، في مدارات منحرفة، ذات ميلان كبير بالنسبة إلى خط استواء زحل وإلى مسار الشمس. ومن المحتمل أنّ هذه الأقمار عبارة عن أجزاء من أجسام أكبر استولى عليها زحل عن طريق السحب الثقالي. في عام 2005، أعلن علماء فلك يستخدمون مرصد مونا كيا عن اكتشاف اثنا عشر من الأقمار الصغيرة الخارجية الإضافية، وأعلن فلكيون عام 2006 يستخدمون تلسكوب سوبارو ذا مرآتين بقطر 2 و8 متر عن اكتشاف تسعة أقمار غير نظامية أخرى، وفي أبريل عام 2007، أُعلن عن اكتشاف القمر طرقيق  (إس/2007 إس 1)، وعن اكتشاف القمرين إس/2007 إس 2 و إس 2007/إس3 في مايو من نفس العام. أُعلن عن اكتشاف عشرين من الأقمار غير النظامية في عام 2019، ونتيجة لهذا تجاوز زحل المشتري وأصبح الكوكب ذا أكبر عدد أقمار معروفة لأول مرة منذ عام 2000.
تُعتبر بعض من أقمار زحل الاثنين والثمانين مفقودة، لأنها لم ترصد منذ اكتشافها، ولذلك فإنّ مداراتها غير معروفة بما يكفي لتحديد موقعها الحالي. أُنجز العمل لاسترداد العديد منهم في مسوحات منذ عام 2009 فصاعدًا، وحتى هذا اليوم يوجد خمسة أقمار مفقودة هي: إس/2004 إس 13، إس/2004 إس 17، وإس/2004 إس 12، وإس/2004 إس7، وإس/2007 إس 3.